# 湯塾
湯塾（16世紀—17世紀），號覺宇，江西饒州府餘干縣西隅鄉人，明朝政治人物。

## 生平
湯塾是萬曆十三年（1583年）乙酉科江西鄉試舉人，授柳州通判，當時居山黃峒流寇肆虐十多年不能平定，上級計劃召集軍隊剿滅，他說：「這會洩露機宜，不能抓獲流寇，更騷擾人民，請讓我處理此事。」用計謀擒獲流寇首領覃公、李四保等人，招撫南羅十六村以解散黨羽，一個月內二峒都投降，有建議誘捕流寇完全殲滅，他堅持不可，選擇當中最狡猾的數人朔望參謁官府以感化，於是地方安寧，陞廣州同知、興化通判都有治績，死後葬在祝橋村。

## 引用
1. 1 2  同治《餘干縣志·卷十二·人物志一》：湯塾，號覺宇，西隅人，萬厯乙酉舉人，授柳州通判，時居山黃峒寇暴積十數年不能定，三臺議大集兵勦之，塾曰：「是洩機宜，賊不成擒而民且擾矣，亟請身任厥事遣。」間繕關計，擒渠魁覃公、李四保等，撫南羅十六村以散其黨，旬月二峒悉降，或欲誘而盡殲者，塾持不可，簡其黠豪數人，令朔望詣官參謁，漸以化之，輯綏有道，遂底永寧，陞廣州同知俱有治績，卒葬祝橋村。 舊志